# 水上一久
水上 一久（みずかみ いちきゅう、1912年3月14日 - 1962年4月12日）は、日本の歴史学者。専門は日本中世史。

## 経歴
石川県金沢市生まれ。1932年第四高等学校文科甲類卒業、1935年東京帝国大学文学部国史学科卒業。卒業論文は「荘園制の崩壊より見たる中世の東寺領」。
1935年鹿児島県史編纂委員、1943年立命館大学文学部教授を経て、1945年第四高等学校講師、1946年同校教授、1950年金沢高等師範学校教授、1952年金沢大学法文学部助教授、1958年同教授。